# Космос-398
Космос-398 — космічний апарат для відпрацювання систем радянського місячного корабля в рамках виконання радянської місячної програми. Офіційна мета польоту — дослідження верхніх шарів атмосфери і космічного простору.

## Політ
На навколоземній орбіті моделювалась робота рушійної установки, операцій штатної посадки на Місяць.
Другий випробувальний політ за місячною програмою. Програма польоту була аналогічною програмі польоту апарата «Космос-379».
26 лютого 1971 року апарат вийшов на орбіту висотою 189—252 км. Після двох вмикань рідинного ракетного двигуна блоку «Є» корабель перейшов на орбіту висотою 203—10 903 км. Також після моделювання перебування на Місяці, він збільшував свою швидкість на 1,5 км/с, імітуючи старт і вихід на навколомісячну орбіту.
Ці основні маневри також супроводжувалися серією невеликих корекцій руху апарата, що моделювало зближення і стикування з кораблем Союз 7К-ЛОК.
10 грудня 1995 року апарат зійшов з орбіти Землі і згорів в атмосфері.